# (37244) 2000 WF175
2000 دابليو أف 175 (ويعرف أيضًا باسم (37244) 2000 دابليو أف 175 وفق تسمية الكوكب الصغير) (بالإنجليزية: 2000 WF175)‏ هو كويكب ضمن حزام الكويكبات؛ وترتيبه 37244 من حيث الاكتشاف.
اكتُشف هذا الجُرم الفلكي بواسطة بحث لنكولن عن الكويكبات القريبة من الأرض في 26 نوفمبر 2000.

## وصلات خارجية
- (37244) 2000 WF175 في قاعدة بيانات مختبر الدفع النفاث لأجرام النظام الشمسي الصغيرة

- الاكتشاف · مخطط المدار ·  العناصر المدارية · المعلمات المادية

- (37244) 2000 WF175 على موقع ويكي سكاي: DSS2, SDSS, GALEX, IRAS, Hydrogen α, X-Ray, Astrophoto, Sky Map, Articles and images